# محمد علي الياس العدواني
محمد علي إلياس العدواني (1339 - 1422 هـ / 1920 - 2001 م) هو عالم و شاعر ، من أهل الموصل.

## ترجمته
هو محمد علي بن إلياس العدواني الموصلي. ولد في قرية من قرى الموصل، وتوفي في الموصل.

## آثاره
من مؤلفاته المنشورة:
- اعتقاد أهل السنة والجماعة، للشيخ عدي بن مسافر الأموي رسالة حققها بالاشتراك مع إبراهيم النعمة ونشرت عام 1974 م عن وزارة الأوقاف.
- ارجوزة الضاد والظاء في القرآن الكريم، لابي نصر محمد بن أحمد الفدّ وفي، حققها ونشرها في مجلة الرسالة الإسلامية التي تصدرها وزارة الأوقاف.
- بلغة المحتاج في مناسك الحاج، لجلال الدين السيوطي، حققها ونشرها بالاشتراك مع صفوك المختار.
- المنهج المشهور في تلقيب الأيام والشهور، للشيخ شعبان بن محمد الآثاري، حققها ونشرها في مجلة المورد في عددها التذكاري بمناسبة بدء القرن الخامس عشر الهجري.
- الغزوات النبوية، ارجوزة نشرها في مجلة الرسالة الإسلامية، وقد شرحها ابنه عبد الوهاب ونشر الشرح بعنوان (الغزوات النبوية، شهورها القمرية وسنواتها الهجرية) في مجلة المورد العدد المشار إليه آنفاً.
- الجبال والامكنة والمياه في شعر المتنبي، نشر في مجلة المورد في عددها التذكاري عن أبي الطيب.
- الحدود والتعزيز في الفقه الإسلامي، مجلة الجامعة ثم نشرتها رابطة العلماء، في الموصل مستقلة.
- دراسة عن شعبان الآثاري الموصلي، نشرت في عددين من مجلة الرسالة الإسلامية.

من أعماله المخطوطه:
- معجم مؤلفات الموصليين.
- رسائل في الأصول والمنطق والعلوم.
- معجم ما يحل ويحرم من الحيوان عند المسلمين في غير حال الضرورة.
- تقريب الصدد بذكرى عبد الصمد، حرره في تذكار ولده عبد الصمد الذي فقد عام 1986 م في منطقة الفاو، في الحرب العراقية الإيرانية.
- تعليق على مختصر صحيح الإمام الترمذي.
- ارجوزة في سيرته الذاتية.
- تحقيق السيرة النبوية لعزالدين بن بدر الدين بن جماعة الكناني.
- ديوان شعره وقد جمع قسمه الأول وأعده للنشر منذ أواخر الخمسينات.
- رونق الذهب في نسب عدوان من العرب. وللاستاذ محمد علي الياس العدواني ترجمات وعدة دراسات.[2]